# Waku Waku
Waku Waku is een Nederlandse televisiequiz over dieren en de natuur. Het van oorsprong Japanse programma (van omroep TBS) werd in 1987 door de KRO naar Nederland gehaald. De oorspronkelijke titel van het programma was Wakuwaku Dōbutsu Rando, vertaald "opwindend dierenrijk".

## Concept
In de dierenquiz krijgt elke aflevering een panel van vier bekende of semi-bekende Nederlanders allerlei vragen voorgelegd over dieren en de natuur. De vragen gaan vaak gepaard met korte filmpjes. Goed beantwoorde vragen worden beloond met een pluchen aapje, en wie aan het eind van de aflevering de meeste aapjes heeft, wint het spel. Voor de winnaar is er een geldprijs, die in zijn geheel gedoneerd wordt aan een door de winnaar zelf uitgekozen goed dierendoel.

## Originele opzet (1988-2001)
De eerste uitzending van Waku Waku was te zien op 18 november 1988. Het programma werd wekelijks uitgezonden door de KRO en gepresenteerd door Rob Fruithof. De vragen werden beantwoord door het antwoord met een dikke viltstift op een groot vel papier te schrijven of te tekenen en dit vooraan op de desk te zetten. Na het doorlopen van de antwoorden werd een filmpje met het juiste antwoord getoond. Voor ieder goed antwoord kreeg een kandidaat een "Waku Waku Aapje". De filmpjes werden voorzien van begeleidende, humoristische teksten van de hand van Toine van Benthem en Frank Hilwig. De pluchen aapjes die de deelnemers gewonnen hadden, werden aan de voorkant van de desk van de betreffende deelnemer gezet, op een aparte richel, zodat ze voor de kijker goed zichtbaar waren. De wekelijkse geldprijs voor het goede doel bedroeg 1.000 gulden, en de winnaar zelf kreeg een pluchen knuffeldier.
Na de overstap van Rob Fruithof naar de TROS werd de presentatie van het programma overgenomen door achtereenvolgens Sybrand Niessen (tot 2000) en Paula Udondek (tot de laatste aflevering op 14 april 2001). Van deze drie zou enkel Fruithof bij het grote publiek tot zijn dood met het programma Waku Waku geassocieerd blijven.
In 2011 presenteerde Fruithof een eenmalig vervolg van het dierenprogramma. De opzet was deze keer geen televisieprogramma, maar een campagne van Eneco en het Wereld Natuurfonds.

## Nieuwe opzet (2022-heden)
In juli 2022 kondigde de KRO-NCRV aan dat de quiz in het najaar zou terugkeren. De eerste aflevering werd uitgezonden op 17 oktober van dat jaar, bij de KRO-NCRV op NPO Zapp, en gepresenteerd door Sosha Duysker. Sinds dat jaar wordt de quiz jaarlijks in en rond de maand oktober uitgezonden. Het programma start sinds 2023 in de laatste week van september. Het wordt bovendien in plaats van wekelijks elke werkdag uitgezonden. Het wordt tevens in de zomervakantie herhaald.
In hoofdlijnen wordt het spel op dezelfde wijze gespeeld. In plaats van met stift op een bordje schrijven de kandidaten voortaan hun antwoord op een digitaal scherm. Ook is er een nieuw onderdeel met boswachter Tim Hogenbosch. Hij vertelt een dierenweetje en de kandidaten moeten zeggen of dit waar of niet waar is. Ook nieuw is dat de kandidaten in de laatste ronde aapjes kunnen stelen van de andere spelers. In deze ronde worden vier open vragen gesteld. Degene die het antwoord denkt te weten, mag op een knop drukken en het antwoord geven. Is het antwoord goed, dan mag deze kandidaat een aapje stelen van een andere kandidaat die hij/zij zelf mag kiezen. Is het fout, dan mag degene die daarna het snelste heeft gedrukt, proberen het antwoord te geven waarbij hij/zij bij een goed antwoord een aapje mag stelen. Heeft deze kandidaat het antwoord ook fout, dan wordt het antwoord gegeven. Degene die na deze ronde de meeste aapjes heeft, is de dagwinnaar. Indien er na vier vragen meerdere kandidaten evenveel aapjes hebben, wordt een extra vraag gesteld aan deze kandidaten. Degene die deze vraag goed beantwoordt, is dan de dagwinnaar. Vanaf het tweede seizoen wordt in plaats daarvan een inschattingsvraag gesteld aan deze kandidaten. De kandidaten die evenveel aapjes hebben moeten dan het antwoord opschrijven. Degene die het dichtst bij het goede antwoord zit, is dan de dagwinnaar. Ook nieuw vanaf dit seizoen is het dierengeluidenspel dat elke woensdag als vierde ronde wordt gespeeld. De kandidaten krijgen elk een filmpje van een dier te zien waarbij ze het geluid van het dier moeten nadoen. Hierna wordt het echte geluid teruggeluisterd. Wie dit het beste doet, verdient een aapje. De aapjes worden in deze versie geplaatst op "bomen" links en rechts van de kandidaten en verschijnen ook digitaal op de desks van de kandidaten.
Het eerste seizoen duurde vijf weken. In dat seizoen werd elke week degene die in totaal de meeste aapjes heeft verdiend weekwinnaar en de vier weekwinnaars namen het in de laatste week tegen elkaar op om te bepalen wie de totaalwinnaar werd van het seizoen.
Naast het reguliere seizoen werd in december 2022 nog een drie weken durende wintereditie gehouden. Deze bevatte vragen en filmpjes over dieren in de winter. Bij deze versie waren er geen weekwinnaars, alleen dagwinnaars die € 250 verdienden voor hun goede doel. 
Vanaf het tweede seizoen wordt de quiz gedurende 8 weken uitgezonden, waarbij de beste vier weekwinnaars de finaleweek spelen om te bepalen wie de totaalwinnaar wordt van het seizoen. Het tweede seizoen kende echter geen totaalwinnaar. De finaleweek hiervan werd niet uitgezonden, omdat Tim den Besten – die een van de vier finalisten was en dus in deze week te zien zou zijn – werd beschuldigd van identiteitsfraude, waardoor het niet gepast werd geacht om deze afleveringen uit te zenden. De finaleweek werd daarom vervangen door herhalingen van Vlogmania. Het vierde seizoen kende wel weer een totaalwinnaar, namelijk Sergio Vyent.
Vanaf het tweede seizoen kan ook de kijker dagelijks kans maken op een Waku Waku-aapje. Hiervoor dient in de Zapp-app een vraag uit de quiz te worden beantwoord. Dit is telkens een van de vier vragen uit de eerste ronde. Het goede antwoord wordt in de uitzending gegeven zodra de vraag hier ook is gesteld. Dit is vergelijkbaar met de "Vraag van de dag" in het tv-programma De slimste mens. Ook via de Zapp-site kan een Waku Waku-aapje worden gewonnen. Hiervoor dient te worden geraden welk dier Niek Roozen omschrijft.
De nieuwe versie van Waku Waku viel niet in de smaak bij sommige oudere kijkers op Twitter. Zij vonden dat het meer een quiz voor kinderen was geworden, dat het te druk en te hysterisch was geworden en dat het op de verkeerde zender werd uitgezonden. Voor NPO3 was het wel een kijkcijfersucces. Voordat Waku Waku werd uitgezonden, behaalde NPO 3 op hetzelfde tijdslot gemiddeld 96.000 kijkers met een marktaandeel van 3,2%, terwijl het nieuwe seizoen van Waku Waku 178.000 kijkers trok en een marktaandeel van 5,2% behaalde. Vanwege dit succes wordt in 2023 een tweede seizoen uitgezonden dat startte op 25 september 2023. Het derde seizoen startte op 23 september 2024.

### Deelnemers

#### Seizoen 1 (2022)
| Aflevering         | Deelnemers            | Deelnemers            | Deelnemers         | Deelnemers            |
| ------------------ | --------------------- | --------------------- | ------------------ | --------------------- |
| 1-5                | Hugo Kennis           | Nienke van Dijk       | Stephanie van Eer  | Joost Bouhof          |
| 6-10               | Dionne Slagter        | Thomas Cammaert       | Jasmine Sendar     | Thomas Brok           |
| 11-15              | Pieter van Leijen     | Kim-Lian van der Meij | Marije Zuurveld    | Hannelore Zwitserlood |
| 16-20              | Ron Boszhard          | Janouk Kelderman      | Tatum Dagelet      | Frans Duijts          |
| 21-25 (finaleweek) | Hannelore Zwitserlood | Hugo Kennis           | Thomas Brok        | Janouk Kelderman      |
| 26-30              | Dylan Haegens         | Shelly Sterk          | Sander Hoogendoorn | Numidia el Morabet    |
| 31-35              | Bizzey                | Leendert de Ridder    | Anne Appelo        | Boer Ayoub            |
| 36-40              | Jeangu Macrooy        | Sjaak                 | Klaas van Kruistum | Marieke Westenenk     |

#### Seizoen 2 (2023)
| Aflevering | Deelnemers         | Deelnemers           | Deelnemers               | Deelnemers           |
| ---------- | ------------------ | -------------------- | ------------------------ | -------------------- |
| 1-5        | Niek Roozen        | Dee van der Zeeuw    | Tim den Besten           | Eva Cleven           |
| 6-10       | Tina de Bruin      | Tirsa With           | Tommie Christiaan        | Vincent Visser       |
| 11-15      | Andries Tunru      | Britt Scholte        | Roy Donders              | Anne-Marie Jung      |
| 16-20      | Juvat Westendorp   | Guido Spek           | Tess Milne               | Niels Oosthoek       |
| 21-25      | Giel de Winter     | Stefania Liberakakis | Dwight van van de Vijver | Tim Senders          |
| 26-30      | Eva Van der Gucht  | Steven Kazàn         | Noël van Kleef           | Fernando Halman      |
| 31-35      | Nicolette Kluijver | Frank van der Lende  | Joshua Nolet             | Bracha van Doesburgh |

#### Seizoen 3 (2024)
| Aflevering     | Deelnemers             | Deelnemers        | Deelnemers      | Deelnemers      |
| -------------- | ---------------------- | ----------------- | --------------- | --------------- |
| 1-5            | Rick Paul van Mulligen | Anna Drijver      | Dzifa Kusenuh   | Duncan Tromp    |
| 6-10           | Roxanne Kwant          | Dennis Weening    | Anne-Mar Zwart  | Ta Joela        |
| 11-15          | Gaia Aikman            | Sarah Bannier     | Toprak Yalçiner | Patrick Martens |
| 16-20          | Rachel Rosier          | Jochem van Gelder | Anniek Pheifer  | Pascal Tan      |
| 21-25          | Anna Gimbrère          | Nizar El Manouzi  | Roy Meyer       | Levi Rigters    |
| 26-30          | Katja Schuurman        | Rob Dekay         | Melissa Drost   | Jasper Demollin |
| 31-35          | René van Meurs         | Sergio Vyent      | Mingus Dagelet  | Evita Mac-nack  |
| 36-40 (finale) | Patrick Martens        | Anniek Pheifer    | Rob Dekay       | Sergio Vyent    |

## Presentatie
- Rob Fruithof (1989 - 1996)
- Sybrand Niessen (1997 - 2000)
- Paula Udondek (2001)
- Sosha Duysker (2022 - heden)

## Titelsong
De herkenningsmelodie Waku Waku maar mee! werd geschreven door Stephen Emmer en van tekst voorzien door Toine van Benthem en Karel de Vey Mestdagh. Deze werd oorspronkelijk ingezongen door Ruth Jacott. Vanaf 2022 wordt de herkenningsmelodie in een ingekorte versie ten gehore gebracht door presentatrice Sosha Duysker.

## In populaire cultuur
- In november 2019 maakten Roelof de Vries en Michiel Eijsbouts de satirische podcast Een nijlpaard kon lachen voor BNNVARA. De serie parodieerde de onderzoeksjournalistiek. In drie afleveringen van elk 30 minuten werd "opgehelderd" hoe setdresser Wim Eijsbouts zijn stempel drukte op het populaire tv-programma Waku Waku, en er mede verantwoordelijk voor was dat het programma in 2001 van de buis was verdwenen.[15]
- In 1994 verscheen Het Waku Waku boek (Uitgeverij De Fontein, Baarn), een kinderboek geschreven door Frank Hilwig, Frans Engelsma en Toine van Benthem. Net als in het gelijknamige televisieprogramma wordt in korte teksten verteld over allerlei zaken uit de dierenwereld. Het boek bevat gekleurde en zwart-witte cartoonachtige tekeningen van de hand van Justien van der Winkel.[bron?]